# (1768) Appenzella
(1768) Appenzella est un astéroïde de la ceinture principale.

## Description
(1768) Appenzella est un astéroïde de la ceinture principale. Il fut découvert le 23 septembre 1965 à l'observatoire Zimmerwald par Paul Wild. Il présente une orbite caractérisée par un demi-grand axe de 2,45 UA, une excentricité de 0,18 et une inclinaison de 3,3° par rapport à l'écliptique.

## Compléments